# Hayagriva (budism)

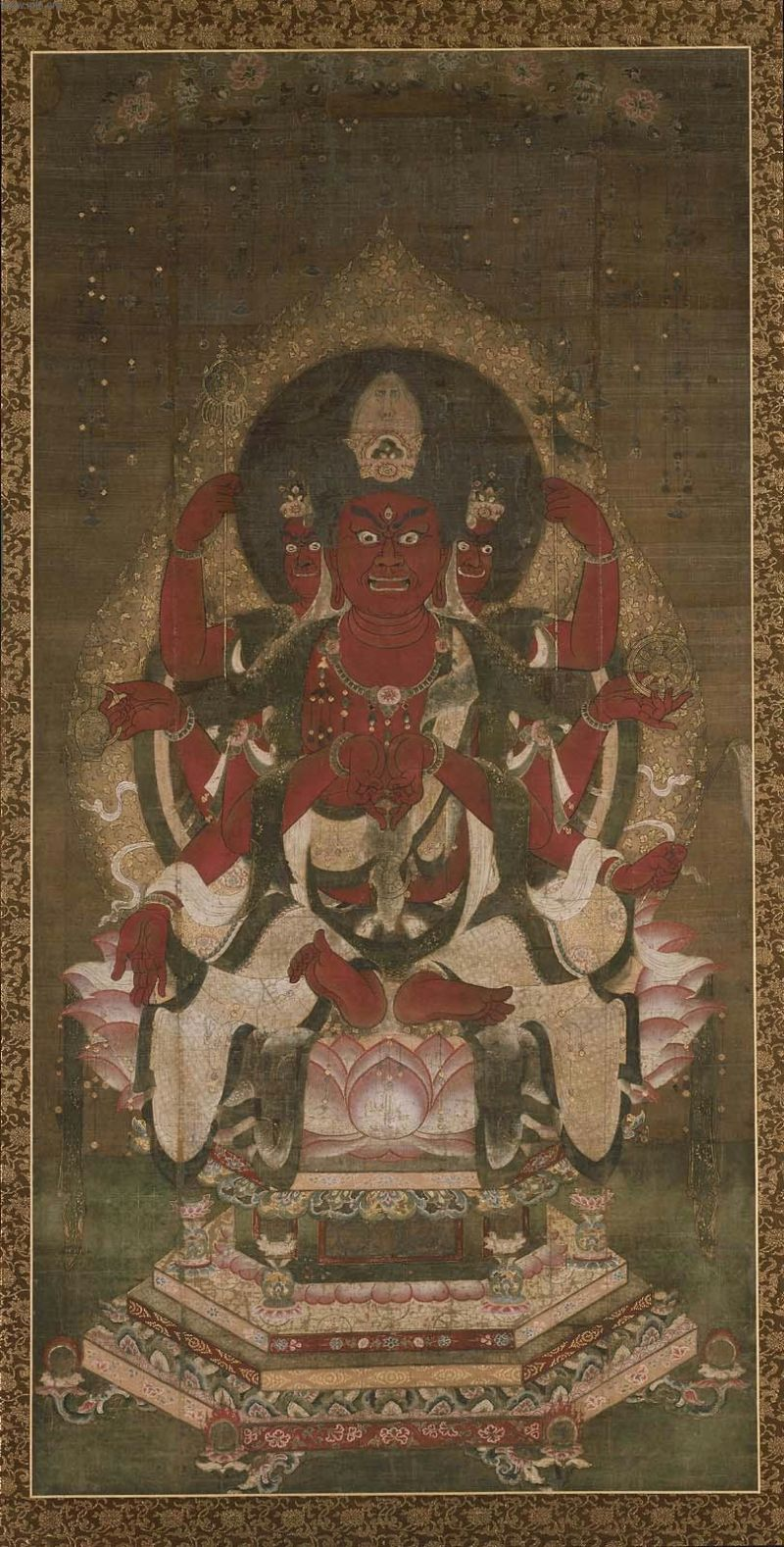
Hayagriva, pictură japoneză.

În budism, Hayagriva este unul dintre regii înțelepciunii, printre puțini de sex feminin. Ea este o manifestare a lui bodhisattva Avalokiteśvara. Hayagriva are capacitatea de a vindeca bolile grave, în special de piele, chiar și lepra. 
Ea apare în iconografie ca o femeie războinică, încruntată, cu pielea roșie și cu trei capete. Fiecare cap are trei ochi și niște colți înspăimântători. De asemenea, Hayagriva are opt mâini, iar în partea dreaptă ține o sabie și în stânga un ornament cu un șarpe. Acest aspect înfiorător exprimă determinarea feroce a compasiunii pentru a ne ajuta să depășim egoismul interior și obstacolele exterioare.
În Tibet, este considerată a fi protectoarea cailor, de aceea este invocată de conducătorii de caravane sau de fermierii ce dețin hergheli. Ea este asociată cu Hayagriva, o zeitate hindusă cu cap de cal.  